# Савін Дмитро Олександрович
Дмитро Олександрович Савін — український військовий, старший лейтенант. 

## Нагороди
- Орден Богдана Хмельницького III ступеня (4.08.2017)[1]